# Беллмонт (Нью-Йорк)
Беллмонт (англ. Bellmont) — місто (англ. town) в США, в окрузі Франклін штату Нью-Йорк. Населення — 1327 осіб (2020).

## Демографія
Згідно з переписом 2010 року, у місті мешкали 1434 особи в 627 домогосподарствах у складі 411 родини. Було 1257 помешкань
Расовий склад населення:
| - 97,6 % — білих - 0,7 % — корінних американців - 0,4 % — азіатів - 0,3 % — чорних або афроамериканців |

До двох чи більше рас належало 0,8 %. Частка іспаномовних становила 1,0 % від усіх жителів.
За віковим діапазоном населення розподілялося таким чином: 20,4 % — особи молодші 18 років, 61,6 % — особи у віці 18—64 років, 18,0 % — особи у віці 65 років та старші. Медіана віку мешканця становила 46,1 року. На 100 осіб жіночої статі у місті припадало 109,3 чоловіків;  на 100 жінок у віці від 18 років та старших — 106,9 чоловіків також старших 18 років.
Середній дохід на одне домашнє господарство  становив 79 174 долари США (медіана — 57 150), а середній дохід на одну сім'ю — 91 161 долар (медіана — 66 806). Медіана доходів становила 56 458 доларів для чоловіків та 43 967 доларів для жінок. За межею бідності перебувало 15,1 % осіб, у тому числі 25,2 % дітей у віці до 18 років та 15,0 % осіб у віці 65 років та старших.
Цивільне працевлаштоване населення становило 717 осіб. Основні галузі зайнятості: освіта, охорона здоров'я та соціальна допомога — 27,9 %, публічна адміністрація — 16,7 %, мистецтво, розваги та відпочинок — 11,9 %, будівництво — 7,3 %.